# Gravitația Lunii
.

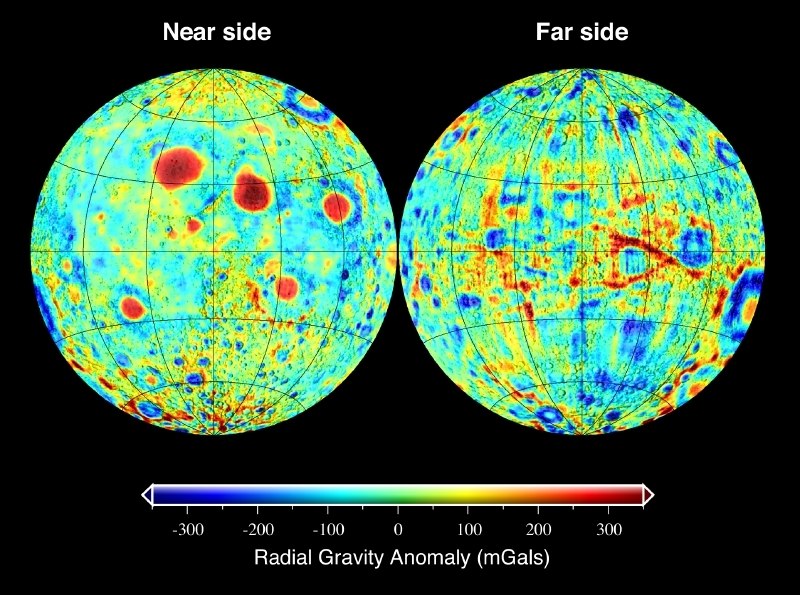
Anomalie gravitațională radială la suprafața Lunii în unități gal

Accelerația gravitațională pe suprafața Lunii este 1.62519 m/s2, aproximativ 16,6% din cea de la suprafața Pământului, sau 0,16 ɡ. Pe întreaga suprafață, variația accelerației gravitaționale este de aproximativ 0,0253 m/s2 (1,6% din accelerația gravitațională). Deoarece greutatea este direct dependentă de accelerația gravitațională, lucrurile pe Lună vor cântări doar 16,6% din ceea ce cântăresc pe Pământ.
Câmpul gravitațional al Lunii a fost determinat prin urmărirea semnalelor radio emise de nave spațiale pe orbită. Principiul folosit depinde de efectul Doppler, prin care accelerarea pe linia-de-vedere spațială poate fi măsurată prin mici schimbări în frecvența semnalului radio, și prin măsurarea distanței de la navă la o stație de pe Pământ. Deoarece câmpul gravitațional al Lunii afectează orbita unei nave spațiale, este posibil să se utilizeze aceste date de urmărire pentru a calcula anomaliile gravitaționale. Cu toate acestea, din cauza rotației sincrone a Lunii nu a fost posibil a se urmări nava de pe Pământ mult peste marginile suprafeței Lunii vizibile de pe Pământ, până la recenta misiune GRAIL (Gravity Recovery and Interior Laboratory⁠(en)[traduceți]) de determinare a câmpului gravitațional lunar.

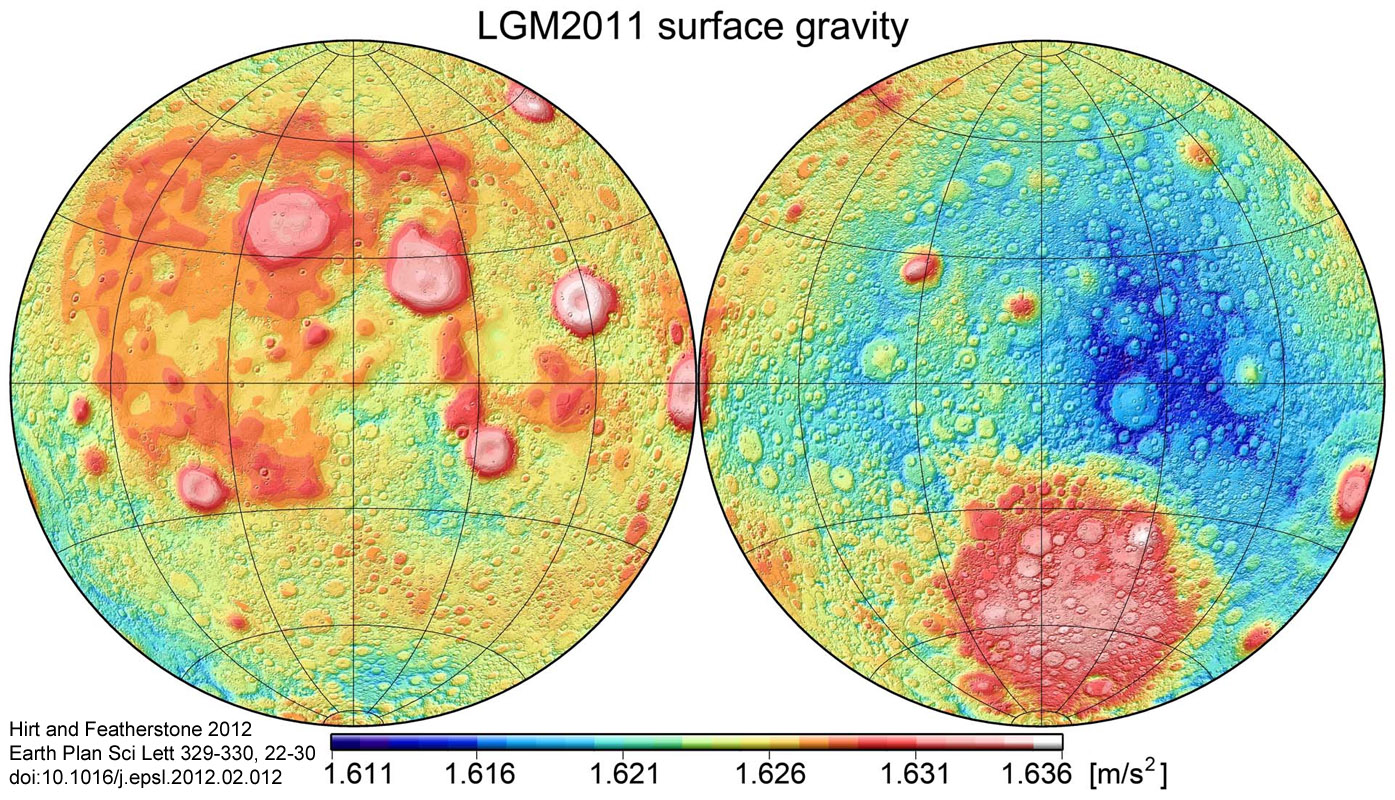
Accelerația gravitațională la suprafața Lunii, în m/s^{2}. În partea din stânga, fața vizibilă, în dreapta, fața ascunsă. Hartă realizată de Lunar Gravity Model 2011.